# Begonia karperi
Espèce
Begonia karperi est une espèce de plantes de la famille des Begoniaceae.
L'espèce fait partie de la section Tetraphila.
Elle a été décrite en 1991 par Johan Coenraad Arends.

## Répartition géographique
Cette espèce est originaire du pays suivant : Gabon.